# Утакмице фудбалске репрезентације Мађарске 1903.
| Домаћин · 1903 | Гост · 1903 |

Фудбалска репрезентација Мађарске је током 1903. године одиграла три утакмице, две утакмице против Аустрије и једну против Чешке.
Савезни селектори националног тима: Ференц Гилемот

## Утакмице
| Мађарска                | 2 : 1 (1 : 1) | Бохемија         |
| ----------------------- | ------------- | ---------------- |
| Борбаш 16’ · Миндер 78’ | Извештај      | Јиндрих Резек 9’ |

| Мађарска                   | 3 : 2 (1 : 0) | Аустрија                          |
| -------------------------- | ------------- | --------------------------------- |
| Покорни 24’ 65’ · Буда 52’ | Извештај      | Пулхерт 60’ · Јохан Студницка 70’ |

| Аустрија                                   | 4 : 2 (1 : 1) | Мађарска       |
| ------------------------------------------ | ------------- | -------------- |
| Јохан Студницка 24’ 57’ 72’ · Г. Хубер 64’ | Извештај      | Борбаш 18’ 82’ |

## Незванична утакмица
| Мађарска  | 1 : 1 (1 : 0) | Рамблер, Беч        |
| --------- | ------------- | ------------------- |
| Карољ 44’ | Извештај      | Јохан Студницка 88’ |

Састав репрезентације Мађарске на 2. утакмици
Ерне Шеле Шипош, Јожеф Беран, Акош Фехери, Ђула Киш, Јожеф Колтаи, Тивадар Горски, Ференц Браун, Јене Карољ, Аладар Ниснер, Фриђеш Миндер, Гашпар Борбаш
- Селектор: Ференц Жилмо[2]

Састав репрезентације Мађарске на 3. утакмици
Еден Холиц, Ференц Нађ, Ференц Манглиц, Тивадар Горски, Иштван Шкрабак, Јене Бајер, Ференц Браун, Иштван Буда, Јожеф Покорни, Карољ Винце
- Селектор: Ференц Жилмо[3]

Састав репрезентације Мађарске на 4. утакмици
Ерне Шеле Шипош, Ференц Нађ, Јожеф Беран, Изидор Шар, Иштван Шкрабак, Еден Бодор, Ференц Блажек, Јене Карољ, Лајош Кертај, Карољ Винце, Гашпар Борбаш
- Селектор: Ференц Жилмо[4][5][6]

Састав репрезентације Мађарске на пријатељској утакмици
Ерне Шипош, Виктор Феј Бало, Ференц Нађ, Шандор Броди, Иштван Шкрабак, Иштван Фридрих, Балаж, Иштван Буда, Иштван Хофер, Јене Карољ, Фриђеш Миндер
- Селектор: Непознато[7]

## Играчи репрезентације
| - Гашпар Борбаш - Миндер Фриђеш - Иштван Буда - Јене Карољ - Јожеф Беран - Иштван Шкрабак - Ференц Вајс - Еден Бодор - Иштван Фридрих - ференц Гилемот, селектор |